# 鹿児島信用金庫
鹿児島信用金庫（かごしましんようきんこ）は、鹿児島県鹿児島市名山町に本店を置く信用金庫。略称は鹿信（かしん）。

## 沿革
- 1922年（大正11年）10月 - 有限責任鹿児島信用組合として設立する。
- 1943年（昭和18年） 9月 - 市街地信用組合法に基づき、鹿児島信用組合に改組する。
- 1944年（昭和19年）10月 - 第一信用購買組合と合併する。
- 1945年（昭和20年） 2月 - 昭和信用販売購買利用組合と合併する。
- 1951年（昭和26年）10月 - 信用金庫法に基づき、「鹿児島信用金庫」となる。
- 1954年（昭和29年） 7月 - 柿本寺信用金庫と合併する。
- 1972年（昭和47年）11月 - 創立50周年を迎える。
- 1986年（昭和61年） 6月 - 関連会社「かしんビジネスサービス」を創立する。
- 1998年（平成10年） 5月 - 第１回信用金庫社会貢献賞を吹奏楽部の活動で受賞する。
- 2011年（平成23年） 5月 - かしんアイホールビルを新築、落成する。
- 2020年（令和2年） 5月18日 - 九州地区信用金庫初のネット支店「インターネット支店」を開設する[1]。
- 2025年（令和7年）5月19日 - この日から磁気の影響を受けにくい新しい通帳（Hi-Co通帳）を取扱開始した(Hi-Co通帳に対応していない信用金庫ATMではHi-Co通帳は使えない。)[2]。

## 経営理念
- 中小企業の健全な発展と地域社会の繁栄にため地域金融機関として密接な関係づくりに努めるとともに、経営活動を最大限に効率化し、いかなる環境変化にも耐え得る経営体質をつくりあげ、お客様の総合的パートナーとして、また地域文化の発展に役立つ金融機関として顧客とともに成長・発展を目指す。